# Гідність
Гі́дність — поняття моральної свідомості, яке виражає уявлення про цінність всякої людини, як моральної особистості, а також категорія етики, що означає особливе моральне ставлення людини до самої себе і ставлення до неї з боку суспільства, в якому визнається цінність особистості. Поняття гідності вживається у законодавствах численних країн та у міжнародному праві.
—Улас Самчук «Нарід чи чернь?»
Людська гідність – це сукупність інтелектуальних, духовних, морально-етичних, гуманістичних та світоглядних якостей людини, її творчих талантів, професійних і фізичних здібностей, які є основою усвідомлення нею своєї неповторності як людського феномену та суспільної цінності,  підставою для самоповаги.  Людина володіє гідністю з моменту народження та за природним  правом від народження наділяється правом на поводження з нею як Людиною.  Презумпція гідності – цивілізаційний стандарт суспільної моралі (кредит, наданий людині для її самореалізації), в силу якого загальновизнаним є твердження, що людина наділена від природи духовним даром людської істоти прагненням до істини, добра, краси та справедливості. Право на визнання гідності є непорушним природним правом кожної людини незалежно від будь-яких обставин. 

## Гідність у правіУкраїни
Гідність є одним з основних прав людини закріплених в   Конституції України (ст. 3, 21, 28, 41, 68, 105). В ній, зокрема, визначено, що «людина, її життя і здоров'я, честь і гідність, недоторканність і безпека визнаються в Україні найвищою соціальною цінністю», (ст. 3), задекларовано, що «усі люди є вільні і рівні у своїй гідності та правах» (ст. 21).  Згідно з ст. 28 Конституції України "кожен має право на повагу до його гідності. Ніхто не може бути підданий катуванню, жорстокому, нелюдському або такому, що принижує його гідність, поводженню чи покаранню. Жодна людина без її вільної згоди не може бути піддана медичним, науковим чи іншим дослідам". (ст. 28).
Повага та захист честі й гідності людини означає, по-перше, недопустимість дій, що принижують честь і гідність людини (образ, погроз, насильства тощо); по-друге, недопустимість збирання, використання, зберігання та розголошення хибної, ганебної, принизливої для честі, гідності чи ділової репутації людини недостовірної інформації; по-третє, з повагою ставитись як до самої людини, так і до її індивідуального образу, поглядів, переконань, духовного життя, віри, мрій; по-четверте, заборона  та несприйняття суспільством та державою будь-яких проявів катування, жорстокого, нелюдського або такого, що принижує гідність, поводження, погроз застосування такого поводження, утримування особи у принизливих умовах, примушування до дій, що принижують гідність; нарешті – гарантованість відшкодування матеріальної і моральної шкоди, завданої приниженням честі й гідності людини, гарантованість судового захисту честі, гідності і ділової репутації людини.
Міжнародний пакт про громадянські та політичні права,  містить такі важливі концепти і норми, зокрема: "Ніхто не повинен зазнавати свавільного чи незаконного втручання в його особисте і сімейне життя, свавільних чи незаконних посягань на недоторканність його житла або таємницю його кореспонденції чи незаконних посягань на його честь і репутацію. Кожна людина має  право  на захист закону від  такого втручання чи таких посягань" ( ст. 17).
Гідність громадян охороняється Цивільним кодексом України та Кримінальним кодексом України, зокрема у Цивільному кодексі України:
- гідність визнано особистим немайновим благом (ст. 201);
- задекларовано право на повагу і недоторканність «гідності та честі» фізичних осіб (ст. 297, пп. 1, 2);
- зафіксовано право фізичних осіб звернутися до суду з позовом про захист їх гідності та честі (ст. 297, п. 3);
- приниження «честі та гідності фізичної особи» визнано моральною шкодою, яка підлягає відшкодуванню (ст. 23).[1]

Постанова Пленуму Верховного Суду України від 27.02.2009 визначає поняття гідності як морально-етичну категорію й одночасно - особисте немайнове право, яким закон надає значення самостійних об'єктів судового захисту та пропонує розуміти під гідністю визнання цінності кожної фізичної особи як унікальної біопсихосоціальної цінності.
Також в Україні діють міжнародні конвенції, що стосуються захисту людської гідності — «Європейська конвенція про запобігання катуванням чи нелюдському або такому, що принижує гідність, поводженню чи покаранню» та «Конвенція ООН проти катувань та інших жорстоких, нелюдських або таких, що принижують гідність, видів поводження і покарання».
В сучасній науковій літературі пропонується на конституційному рівні закріпити принцип презумпції добропорядності людини.